# Кашина Ђилардона (Павија)
Кашина Ђилардона је насеље у Италији у округу Павија, региону Ломбардија.
Према процени из 2011. у насељу је живело 15 становника. Насеље се налази на надморској висини од 115 м.